# Inttypes.h
inttypes.h является заголовочным файлом стандартной библиотеки Си и соответствующего API. Он был добавлен в версии 1999 года ISO-стандарта языка Си (известном как C99). Он включает в себя заголовочный файл stdint.h. В нём определён ряд макросов для использования с семействами функций printf и scanf и функции для работы с типом intmax_t.

## Макросы
Заголовочный файл объявляет макросы для спецификаторов формата для функций:
fprintf для типов со знаком:
PRIdN      PRIdLEASTN      PRIdFASTN     PRIdMAXN      PRIdPTR
PRIiN       PRIiLEASTN       PRIiFASTN        PRIiMAXN        PRIiPTR
fprintf для беззнаковых типов:
PRIoN      PRIoLEASTN      PRIoFASTN     PRIoMAXN      PRIoPTR
PRIuN      PRIuLEASTN      PRIuFASTN     PRIuMAXN      PRIuPTR
PRIxN      PRIxLEASTN      PRIxFASTN     PRIxMAXN      PRIxPTR
PRIXN      PRIXLEASTN      PRIXFASTN     PRIXMAXN       PRIXPTR
и подобные для функции fscanf с префиксом SCN.
Каждый из этих макросов раскрывается в строковую константу, содержащую соответствующий спецификатор.

## Функции
```
#include
 
<inttypes.h>

intmax_t
 
imaxabs
 
(
intmax_t
 
j
);

```

Функция вычисляет абсолютное значение для целого j. Если результат не может быть вычислен, поведение функции не определено.
```
#include
 
<inttypes.h>

intmax_t
 
imaxdiv
 
(
intmax_t
 
numer
,
 
intmax_t
 
denom
);

```

Функция получает результат деления и остаток от деления. Если одно из них не может быть вычислено, то поведение функции не определено.
```
#include
 
<inttypes.h>

intmax_t
 
strtoimax
 
(
const
 
char
 
*
 
restrict
 
nptr
,
 
char
 
**
 
restrict
 
endptr
,
 
int
 
base
);

uintmax_t
 
strtoumax
 
(
const
 
char
 
*
 
restrict
 
nptr
,
 
char
 
**
 
restrict
 
endptr
,
 
int
 
base
);

```

Функции эквивалентны strtol, strtoll, strtoul, strtoull, за исключением того, что строка конвертируется в intmax_t и uintmax_t соответственно. Функции возвращают преобразованное значение, если его можно представить. В противном случае возвращается один из макросов INTMAX_MAX, INTMAX_MIN или UINTMAX_MAX, а в errno записывается значение ERANGE.
```
#include
 
<inttypes.h>

#include
 
<stddef.h>

intmax_t
 
wcstoimax
 
(
const
 
wchar_t
 
*
 
restrict
 
nptr
,
 
wchar_t
 
**
 
restrict
 
endptr
,
 
int
 
base
);

uintmax_t
 
wcstoumax
 
(
const
 
wchar_t
 
*
 
restrict
 
nptr
,
 
wchar_t
 
**
 
restrict
 
endptr
,
 
int
 
base
);

```

Поведение этих функций эквивалентно strtoimax() и strtoumax().

## Дополнительные источники
- inttypes.h — заголовочный файл для Visual C++ (требует совместимый файл stdint.h).
- Определение констант и переменных явных типов